# Saint-André-de-Briouze
Saint-André-de-Briouze település Franciaországban, Orne megyében. Lakosainak száma 175 fő (2022. január 1.). Saint-André-de-Briouze Pointel, Briouze, Craménil, Ménil-Gondouin, Saint-Hilaire-de-Briouze és Putanges-le-Lac községekkel határos.

## Népesség
A település népessége az elmúlt években az alábbi módon változott:
| Lakosok száma | 196  | 193  | 192  | 179  | 176  | 173  | 170  | 173  | 175  |
|               | 2013 | 2015 | 2016 | 2017 | 2018 | 2019 | 2020 | 2021 | 2022 |